# 小行星6146
小行星6146（6146 Adamkrafft）是一颗绕太阳运转的小行星，为主小行星带小行星。该小行星于1973年9月30日发现。

## 轨道参数
小行星6146的轨道半长轴为2.3140207 UA，离心率为0.2635751。